# Guerra Creek de 1836
La Guerra Creek de 1836 (coneguda també com a rebel·lió creek d'Alabama o Segona guerra Creek) va ser un conflicte que va enfrontar els muscogee creek amb els especuladors i els ocupants il·legals de terres no nadius a Alabama en 1836. Encara que els creek inferiors s'havien vist obligats a abandonar Geòrgia i traslladar-se al Territori Indi, encara hi havia uns 20.000 creeks superiors vivint a Alabama.
No obstant això, l'estat va abolir els governs tribals i va aplicar les lleis estatals als creeks. Opothleyahola va fer una crida a l'administració del president Andrew Jackson per a la protecció d'Alabama; quan res era imminent es va signar el Tractat de Cusseta el 24 de març de 1832, que va dividir les terres creek en assignacions individuals. Els creeks podrien vendre les seves assignacions i rebre fons per traslladar-se a l'oest, o romandre a Alabama i sotmetre's a les lleis estatals. Els especuladors de terres i ocupants il·legals van començar a estafar als creeks de les seves assignacions, i la violència va esclatar, donant lloc a l'anomenada "Guerra Creek de 1836". El Secretari de Guerra Lewis Cass va enviar al general Winfield Scott per posar fi a la violència mitjançant l'expulsió forçosa dels creeks a Territori Indi a l'oest del riu Mississipi.

## El conflicte
En maig de 1836 els vreeks assassinaren cinc blancs al sud d'Alabama i els guerrers creeks travessaren el riu Chattahoochee per atacar la localitat de Roanoke a Geòrgie. Amb aquest pretexte, el governador de Geòrgia William Schley va intentar aprofitar per acabar d'una vegada amb el priblama indi. Va permetre sls comtats crear les seves pròpies milícies per defensar els colons. Voluntaris no en faltaren, però va sorgir el problema del pressupost. L'estat i els comtats no tenien els diners necessaris per al manteniment de tants homes. Per tant, el governador va demanar ajuda al govern federal, però a causa de la guerra contra els Seminoles de Florida hi havia poques tropesdisponibles. No obstant això, Washington va enviar uns homes dirigits pel general Winfield Scott.
El 9 de juny de 1836 va tenir lloc la batalla de Shepherd's Plantation al comtat de Stewart. Una milícia de Geòrgia, dirigida pel capità Hammond Garmany havia estat enviada al comtat per a protegir els colons. La tropa es trobava gairebé encerclada pels guerrers creek en un bosc. El capità organitzà una retirada vers una granja propera, però tots els seus homes no es podien moure. La granja també fou assetjada pels creeks fins que una tropa de 30 milicians liderada pel major Jernigan arriba i els permeté escapar. Fins al moment, la milícia de Geòrgia hi havia perdut vuit homes i diversos ferits, entre ells el capità Garmany.
La major part de les "batalles" que seguiren haurien de ser descrites més aviat a com escaramusses, el conflicte era clarament compost per accions de guerrilla. El mateix 9 de juny el vaixell de vapor Metamora que transportava tropes de la milícia de Geòrgia va ser cremat pels guerrers creeks als marges del riu Chattahoochee, prop Columbus.
L'1 de juliol de 1836 el general Scott declarà, una mica prematurament, acabada la Guerra Creek com a resultat de la captura d'un cert nombre de guerrers. Llur cap ancià Neamathla, que tenia més de 80 anys i alguns centenars de guerrers foren encadenats per una marxa d'uns 150 km de Fort Mitchell a Montgomery en Alabama.
El 3 de juliol es va produir una nova batalla a Chickasawhachee Swamp al comtat de Baker, els soldats van fer fugir als creeks i s'apoderaren de les seves provisions. És llavors quan la milícia de Geòrgia el 10 de juliol atacà els creeks que es replegaren a Florida. En la dispersió de famílies terroritzades, molts nadons són després trobat morts, abandonats.
Al llarg del Nochaway Creek el 25 de juliol una companyia de la milícia perseguir creeks, però es va veure obligada a retirar-se, ja que els guerrers són més nombrosos. La milícia retornà el 27 de juliol amb reforços i els obligà a retirar-se. Es produiran nombroses escaramusses fins a març de 1837.
Una milícia d'Alabama encerclà un campament creek en un pantà prop del riu Pea el 25 de març. Les hostilitats duraren més de quatre hores, es van intercanviar molts trets, causant nombrosos ferits en ambdós costats. S'informà del cos a cos, fins i tot dones creeks es veieren obligades a lluitar per protegir també les vides dels seus fills. La milícia finalment va prendre el campament després d'haver perdut una dotzena d'homes i més de 50 creeks assassinats. Aquesta va ser l'última batalla a Geòrgia o Alabama, els supervivents creek es retiraren a Florida on lluitaren al costat dels seminoles.